# Forlì del Sannio
Forlì del Sannio är en ort och kommun i provinsen Isernia i regionen Molise i Italien. Kommunen hade 673 invånare (2018).